# Saint-Léger-les-Mélèzes

Saint-Julien-en-Champsaur este o comună în departamentul Hautes-Alpes, Franța. În 1 ianuarie 2022 avea o populație de 369 de locuitori.